# Centaurium erythraea subsp. grandiflorum
Centaurium erythraea subsp. grandiflorum, podvrsta kičice Centaurium erythraea, biljke iz porodice sirištarki (Gentianaceae). 
Rasprostranjena je na Siciliji i cijelom Iberskom poluotoku (u Španjolskoj i Portugalu) gdje je poznata pod lokalnim nazivima centauro, hiel de cabra, hiel de tierra, tinturria i kod Baska kao lubeazuria.

## Sinonimi
- Centaurium erythraea subsp. boissieri (Willk.) Z.Díaz
- Centaurium erythraea var. grandiflorum (Pers.) Galiano & Valdés
- Centaurium erythraea var. sanguineum (Mabille) Greuter
- Centaurium grandiflorum (Pers.) Druce
- Centaurium majus (Boiss.) Druce
- Centaurium umbellatum f. dichroum Faure & Maire
- Erythraea boissieri Willk.
- Erythraea grandiflora Biv.
- Erythraea major Boiss.
- Erythraea sanguinea Mabille